# Ончешти (Ђурђу)
Ончешти (рум. Oncești) насеље је у Румунији у округу Ђурђу у општини Станешти. Oпштина се налази на надморској висини од 85 m.

## Становништво
Према подацима из 2002. године у насељу је живело 469 становника, од којих су сви румунске националности.